# Trenchmouth
Trenchmouth — американская панк-группа из Чикаго, штат Иллинойс, образованная в 1988 году. На протяжении всего своего существования группа в основном состояла из Дэймона Локса (вокал/перкуссия), Криса ДеЗуттера (гитара), Уэйна Монтаны (бас-гитара) и Фреда Армисена (ударные).

## Характеристики
Стиль
В первую очередь известная как постхардкор-группа, Trenchmouth также была обозначена как панк-рок и мат-рок. Музыкальный стиль группы включал в себя влияние различных жанров, включая ноу-вейв, постпанк, фанк и регги, а также латинскую музыку. Первый сингл группы, «Snakebite», был описан как постпанк-трек, который «заполняет пустоту между примитивными грувами эйсид-джаза, дерзостью уорлдбита и зловонной формулой Fugazi». В то время как последующие релизы группы, включая Trenchmouth Vs. the Light of the Sun, отличались «изменчивыми размерами, сложной гитарной фразировкой и быстрыми басовыми партиями, которые традиционно характерны для прог-рока 1970-х». Последний альбом группы завершает эволюцию группы в «даб-проект с тяжелыми басами».

## Дискография
Альбомы
- Construction of New Action (Skene! Records, 1991)
- Inside The Future (Skene!, 1993)
- Trenchmouth Vs. the Light of the Sun (Skene!/EastWest, 1994)
- Volumes, Amplifiers, Equalizers (Runt, 1994)
- The Broadcasting System (Skene!, 1996)

EP
- Kick Your Mind and Make It Move EP (Dead Bird, 1991)

Участие в сборниках
- Achtung Chicago! Zwei compilation (Underdog Records, 1993)
- More Motion: A Collection (Thick Records, 2003)

Синглы
- "Snakebite" (1989)